# 聖奧古斯丁 (烏伊拉省)

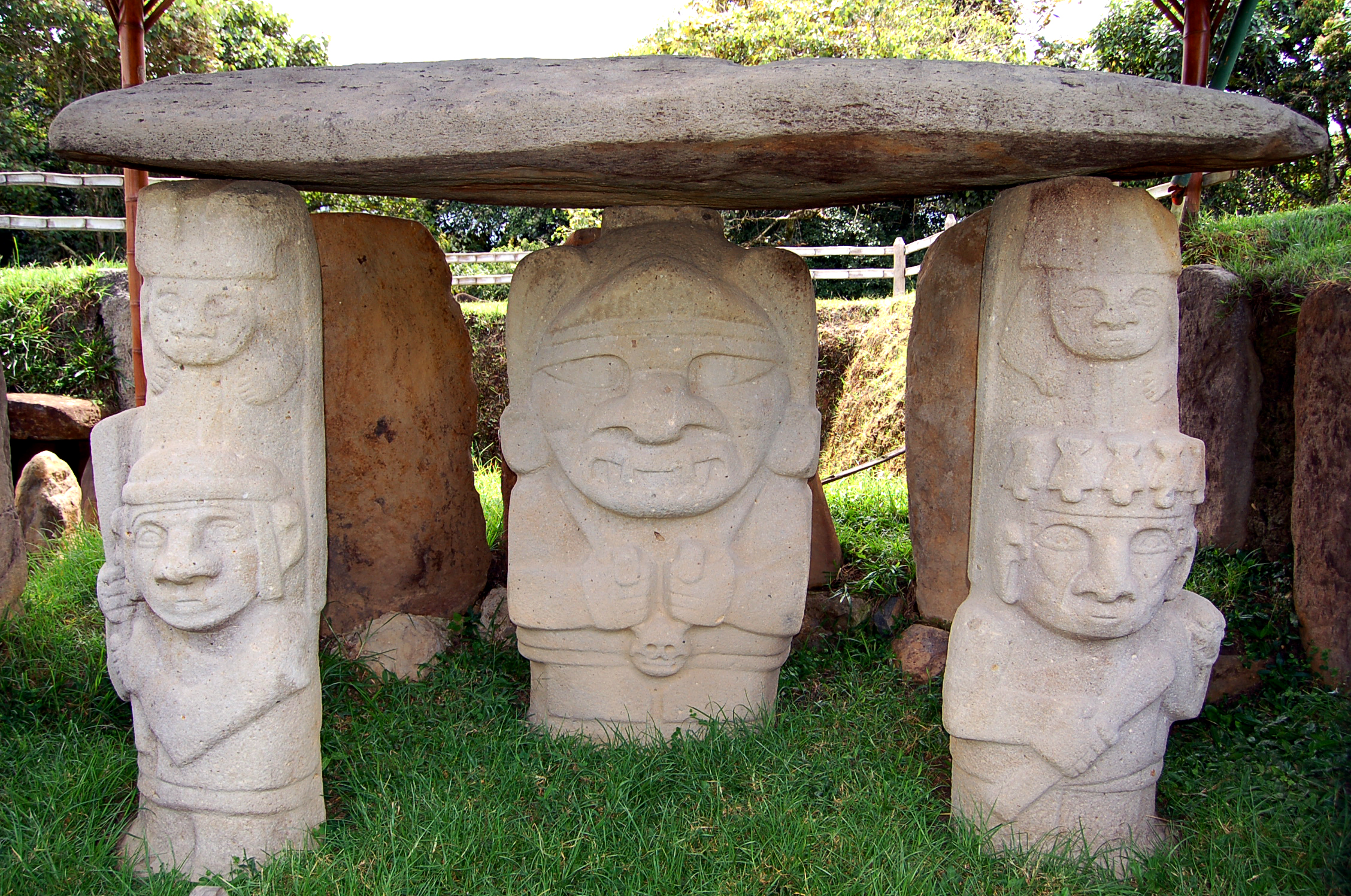

聖奧古斯丁是哥倫比亞的城鎮，位於該國西南部，由乌伊拉省負責管轄，距離皮塔利托45分鐘車程，面積1,310平方公里，海拔高度1,730米，2005年人口29,699。

## 外部連結
- Unesco's website on San Agustin （页面存档备份，存于）

1°54′N 76°17′W / 1.900°N 76.283°W